# Podestà (fascisme)
Le podestà était, en Italie fasciste, l'organe monocratique (exercé par une seule personne) dirigeant le gouvernement de la commune.

## Histoire

### Mise en place
Durant l'époque fasciste de 1926 à 1945, à la suite de la promulgation des lois fascistissimes, à savoir la loi n°237 du 4 février 1926 ("Institution du podestat et du conseil municipal dans les communes dont la population ne dépasse pas 5 000 habitants") et du décret royal n°1910 du 3 septembre 1926 ("Extension du système podestaire à toutes les communes du royaume"), les organes élus des communes furent supprimés, dont le maire, le conseil municipal et le conseil communal. Toutes leurs fonctions furent transférées à une seule personne, le podestat, nommée directement par le gouvernement par décret royal. Le podestat était nommé pour cinq ans avec la possibilité de voir ses fonctions retirées par le préfet à tout moment. Son mandat pouvait être renouvelé.

### Après la guerre
Après la guerre de libération italienne c'est avec le "décret législatif lieutenant" (decreto legislativo luogotenenziale) n°111  du 4 avril 1944 ("Normes de transition de l'administration des communes et des provinces") la fonction de maire est rétablie. La nomination fut provisoirement confiée au Comité de libération nationale.
Le décret n°1 du 7 janvier 1946 ("Reconstitution des administrations municipales sur une base élective") réintroduit un conseil municipal ainsi qu'un conseil du maire, chacun avec ses prérogatives. Le maire et le conseil du maire furent de nouveau choisis par le conseil municipal, élu par les citoyens. Cet arrangement est resté en vigueur jusqu'en 1993, date à laquelle l'élection directe du maire et du conseil municipal par les citoyens ont été introduites.

## Caractéristiques
Dans les communes de plus de 5 000 habitants et selon la taille de la ville, le podestat pouvait être suppléé d'un ou deux vice-podestat nommé par le ministre de l'Intérieur. Il était assisté d'un conseil municipal à vocation consultative composé de ses consultóri, nommés par le préfet ou dans les grandes villes, par le ministre de l'Intérieur.
Rome se trouvait toutefois dans une situation spéciale, puisque l'administration était gérée par un "gouverneur de Rome".